# Ephedrus niger
Ephedrus niger é uma espécie de insetos himenópteros, mais especificamente de vespas parasíticas pertencente à família Braconidae.
A autoridade científica da espécie é Gautier, Bonnamour & Gaumont, tendo sido descrita no ano de 1929.
Trata-se de uma espécie presente no território português.